# 다테코시촌
다테코시촌(館腰村)은 미야기현 나토리군에 설치되었던 촌이다. 현재의 나토리시에 해당한다.